# カルロス宮本
カルロス宮本（カルロスみやもと、Carlos Miyamoto）は、カプコンのベルトスクロールアクションゲーム『ファイナルファイト2』などに登場する架空の人物。

## 概要
『ファイナルファイト2』（以下『FF2』と表記）で初登場する、同作のプレイヤーキャラクターの1人。得意武器はナイフで、前作『ファイナルファイト』のコーディーと同じく接近戦用武器として扱える。
プレイヤーキャラクターとして登場したのは『FF2』のみだが、『CAPCOM FIGHTING Jam』のアレックスのエンディングでマイク・ハガーのセコンドとして登場したり、『ストリートファイターV』（以下『ストV』と表記）のルシアのアーケードモードの『ストV』モードのエンディングでルシアの作った料理を黙々と食べている。
『ストリートファイター6』（以下『スト6』と表記）のワールドツアーモードではプレイヤーキャラクターの対戦相手の1人としてCPU専用キャラクターで登場する。
あきまんがデザインしたキャラクターであるが、「すっかり忘れていたがこのキャラは俺が考えたんだった、だれだこんなキャラ考えたのは？と思っててごめんよ」というコメント共に自身のホームページ上でイラストを掲載していた。後に「わりと好き」とも語っている。

## キャラクターの設定
南米方面からふらりとやってきた格闘家。外見はクールでニヒルな印象であるが、ごくたまにボケをかます。
『FF2』の頃はメトロシティの市長であるハガーのもとに居候し、ガイに恩義があったこともあり、マキとハガーがマキの父と姉をマッドギア残党から救出するのに協力している。ハガーと共に香港空港に到着し、先に到着していたマキと合流する。
『ストV』の公式サイト「シャドルー格闘家研究所」の「キャラ図鑑」では「メトロシティの治安維持に協力している」「必殺技の車輪投げは腰を痛めるので使わなくなった」と設定されている。
『スト6』での配役に子安武人を採用した点に関しては、ディレクターの中山貴之が『ビ○ストウォ○ズ 超生命体トラ△スフォ○マ○』のコ△ボイのイメージを元にしているため。

## ゲーム上の特徴
パンチや投げの性能はマキと大差ない。通常攻撃の威力は3人の中で最も低い。しかし、パンチや飛び蹴りのリーチが長い。
ナイフを手持ち武器として使うことができる。背中に刀を常に携わっているが、メガクラッシュ使用時以外は素手で戦う。

## 技の解説

### 通常技
裏拳（うらけん）
攻撃ボタンで普通に出す技。2回まで打つことが可能。
フック
「裏拳」を2回出した後に出せる、腕を90度曲げて殴るフック。
回し蹴り（まわしげり）
通常攻撃のフィニッシュ技。「フック」を出した後に出せる蹴り。『スト6』では上記のコンボは「カルロスコンボ」という名称が付いている。
宮本アッパー（みやもとアッパー）
宮本ロー（みやもとロー）
宮本足払い（みやもとあしばらい）
空中宮本蹴り（くうちゅうみやもとげり）
宮本突進（みやもととっしん）
『スト6』にて使用する通常技。

### 特殊技
下突き（したつき）
ジャンプ中に出すことができる技で、下方向に拳を突き出す。ヒットすれば、その後は地上技へつなぐことができる。

### 投げ技
車輪投げ（しゃりんなげ）
後ろへ倒れこみながら敵を後方へ投げ飛ばす技で、巴投げに近い技。離れた敵を巻き込むことができる。
膝蹴り（ひざげり）
『FF2』でのみ使用。最大で3発まで出せる掴み技。2発目で止め、その後に「車輪投げ」を決める方が効率が良い。

### メガクラッシュ
乱れ斬り（みだれきり）
背中に携えている刀を抜き、左右に振り回し周囲の敵を斬り倒す。体力を少し消耗するが、技中は完全無敵で不利な状況から体制を立て直すことができる。
『スト6』では技名が「秘技！乱れ斬り（ひぎ！みだれぎり）」となり、抜刀前にスーパーアーマーが付き斬撃はガード不能、かつ相手の飛び道具を掻き消す効果を持つ。

## 担当声優
- 子安武人（『ストリートファイター6』日本語版）
- KAIJI TANG（『ストリートファイター6』英語版）